# Daniel Vancsik
Daniel «Colo» Vancsik (Posadas, 7 de enero de 1977) es un político y ex golfista argentino. Ganó en dos oportunidades el PGA European Tour.
Desde el 2023 ocupa el cargo de diputado nacional habiendo sido electo por la provincia de Misiones por el Frente Renovador de la Concordia Social, formando parte del bloque parlamentario «Innovación Federal». Previamente, se había desempeñado como concejal de Posadas, su ciudad natal, electo por el mismo partido entre diciembre de 2021 y 2023, cuando renunció para asumir como diputado.

## Primeros años
Vancsik nació en Posadas, provincia de Misiones. Comenzó a jugar golf a los 12 años en el club Tacurú de la capital provincial.

## Carrera profesional
Vancsik comenzó su carrera profesional en 1997, llegando a jugar en Europa desde el 2003, inicialmente en la segunda liga del Challenge Tour, del cual resultó vencedor en tres torneos, y luego accediendo al European Tour. Logró su primera victoria en Europa en el Tour Europeo de 2007 en el Madeira Islands Open BPI.
En mayo de 2009, se consagró ganador del BMW Italian Open en Turín, derrotando a John Daly, Raphaël Jacquelin y Robert Rock por seis tiros.

## Victorias profesionales (12)

### Victorias en el European Tour (2)
| N.º | Fecha               | Torneo                   | Puntaje               | Margen de victoria | Segundo lugar                             |
| --- | ------------------- | ------------------------ | --------------------- | ------------------ | ----------------------------------------- |
| 1   | 25 de marzo de 2007 | Madeira Islands Open BPI | −18 (68-66-68-68=270) | 7 golpes           | David Frost, Santiago Luna                |
| 2   | 10 de mayo de 2009  | BMW Italian Open         | −17 (68-65-69-65=267) | 6 golpes           | John Daly, Raphaël Jacquelin, Robert Rock |

### Victorias en el Challenge Tour (3)
| N.º | Fecha                 | Torneo                                          | Puntaje               | Margen de victoria | Segundo lugar |
| --- | --------------------- | ----------------------------------------------- | --------------------- | ------------------ | ------------- |
| 1   | 9 de febrero de 2003  | Telefónica Centro America Abierto de Guatemala1 | −10 (68-68-70-68=274) | Playoff            | Juan Abbate   |
| 2   | 29 de febrero de 2004 | Abierto Telefónica1 (2)                         | −16 (65-73-65-69=272) | 2 golpes           | Marco Ruiz    |
| 3   | 13 de marzo 2005      | Tusker Kenya Open                               | −8 (66-68-75-63=272)  | 3 golpes           | Michael Kirk  |

1Sancionado en conjunto con Tour de las Américas.
Récord en los playoff del Challenge Tour (1–0)
| N.º | Año  | Torneo                                         | Oponente    | Resultado                                           |
| --- | ---- | ---------------------------------------------- | ----------- | --------------------------------------------------- |
| 1   | 2003 | Telefónica Centro América Abierto de Guatemala | Juan Abbate | Ganó con un golpe bajo par en el primer hoyo extra. |

### Victorias en el TPG Tour (2)
| N.º | Fecha                  | Torneo                                                | Puntaje            | Margen de victoria | Segundo lugar                 |
| --- | ---------------------- | ----------------------------------------------------- | ------------------ | ------------------ | ----------------------------- |
| 1   | 17 de abril de 2011    | Copa Juan José Luis Galli (junto con Joaquín Estévez) | −18 (62-75-64=201) | 1 golpe            | Gustavo Acosta y Julio Zapata |
| 2   | 5 de noviembre de 2016 | Gran Premio Los Pingüinos                             | −15 (64-65=129)    | 3 golpes           | Paulo Pinto                   |

### Otras victorias (5)
- 2000 Pinamar Open (Arg), Río Cuarto Open (Arg)
- 2003 Viña del Mar Open (Arg)
- 2006 Cariló Open (Arg)
- 2009 Copa Juan José Galli (Arg) (junto con Joaquín Estévez)

## Resultados en el World Golf Championships
| Torneo       | 2009 |
| ------------ | ---- |
| Match Play   |      |
| Championship |      |
| Invitational |      |
| Champions    | T70  |

     No participó
"T" = Empate